# Facit
Facit (fra latinsk facit, "det gør", af facere, "gøre") er et resultat eller svar på en opgave, især i regning eller matematik. Det kan også være  en samling opgavesvar til øvelsesopgaver. Facit findes ofte i kursuslitteratur, fx som en del af bogen, eller som et separat hæfte til læreren. Begrebet blev oprindeligt kun anvendt i forbindelse med regneopgaver.